# 백완숙
백완숙(白完淑, 1960년 3월 1일 생)은 한국의약품시험연구원 원장을 정년 퇴직한 사람으로, 약학 연구와 아들 강의석의 고교 제적 취소 투쟁 지원으로 알려져있다.

## 학력
- 숙명여자대학교 약학대학 학사
- 숙명여자대학교 대학원 약학 석사, 박사